# Vincenzo Zangara
Vincenzo Zangara (Catania, 26 agosto 1902 – Catania, 5 agosto 1985) è stato un giurista e politico italiano.

## Biografia
Frequentò il liceo ginnasio a Catania e i primi due anni all'università per trasferirsi nel 1921 a quella di Roma, dove si laureò in giurisprudenza nel 1924. L'anno dopo conseguì la laurea in scienze politiche alla "Cesare Alfieri" di Firenze. 

### L'attività accademica
Iniziò nel 1929 l’attività universitaria nella Facoltà di Scienze politiche di Perugia come incaricato di “Dottrina e politica sindacale e corporativa”. Conseguita nel 1932 la libera docenza, fu incaricato di Diritto pubblico nella Facoltà di Giurisprudenza dell'Università di Catania per gli anni accademici 1933-34 e 1934-35. Vinse nel 1935 il concorso alla Cattedra di Diritto pubblico bandito dall'Università di Camerino. Ottenne la cattedra di "Diritto pubblico comparato" alla Sapienza di Roma nel 1937 che pochi mesi dopo divenne "Diritto costituzionale italiano e comparato", la prima in Italia, e nel 1939 divenne ordinario. Con provvedimento del Ministro dell’Educazione nazionale del 26 agosto 1940, venne trasferito d’ufficio nell'Università di Modena. 
Fu sottoposto nel 1944 a processo epurativo dall'insegnamento per la sua adesione al regime fascista.
Dopo una lunga assenza tornerà solo nel 1955 a insegnare Diritto costituzionale nella Facoltà di Giurisprudenza dell'Università di Catania, per trasferirsi nel 1971 alla Sapienza di Roma, conseguendo il titolo di Emerito per il Diritto costituzionale italiano e comparato nel 1977.

### L'attività politica
Si iscrisse al Partito Nazionale Fascista già nel gennaio 1922. Il 23 marzo 1930 fondò e diresse la rivista quindicinale “Il primato”.
Fu Segretario federale del P.N.F. di Catania dal 16 novembre 1933 al 7 gennaio 1937. Legato al segretario Starace, nel 1934 entrò nella direzione nazionale del partito. Vitaliano Brancati si ispirò a lui nel Bell'Antonio per il personaggio del federale fascista di Catania Lorenzo Calderara.
Nel gennaio 1937 assunse l’incarico di Vice segretario nazionale del Partito fino al novembre 1939. Divenne quindi fiduciario nazionale dell’Associazione fascista della scuola, per la sezione universitaria. Dal marzo 1939 fu consigliere nazionale della Camera dei Fasci e delle Corporazioni.
Ma nel gennaio 1940, a causa di gravi contrasti politici con il segretario del PNF Ettore Muti, gli viene anche ritirata la tessera del PNF , e si ritirò a vita privata a Reggio Calabria.
Fu arrestato nel novembre 1944 su mandato dell'Alto Commissario per le Sanzioni contro il Fascismo, e incarcerato per quasi un anno. Non volle avvalersi dell’amnistia e fu assolto nei due processi, penale e d'epurazione, dalla Corte d’Assise e dal Consiglio di Stato nel 1946 e nel 1948. Nel dopoguerra non aderì al MSI .

## Opere
- Rivoluzione sindacale : lo stato corporativo, Roma, Libreria del littorio, 1927
- I Sindacati e lo Stato, Roma, Libr. Del Littorio, 1928
- Saggio sulla sovranità, Roma, Il Primato, 1932
- Il Partito e lo Stato, Studio editore moderno, Catania, 1935
- Il partito unico e il nuovo stato rappresentativo in Italia e in Germania, Zanichelli, 1938
- La rappresentanza istituzionale, Bologna, Zanichelli, 1939 (nuova versione, 1952)
- Prerogative costituzionali : notazioni e spunti,Milano, Giuffrè, 1970
- Le prerogative costituzionali: (Rilievi e prospettive), Padova, CEDAM, 1972
- Costituzione materiale e costituzione convenzionale : notazioni e spunti, Milano, Giuffrè, 1977